# Farman

Henri und Maurice Farman auf einem Panhard & Levassor bei der Ardennen-Rundfahrt 1903

Das Unternehmen Farman war ein französischer Automobil- und Flugzeughersteller.

## Flugzeugproduktion
Die beiden Brüder Maurice Farman und Henri Farman bauten bereits seit 1908 unter anderem am Standort Buc Flugzeuge. Im Jahre 1912 gründeten sie mit ihrem Bruder Richard die Flugzeugproduktionsfirma Farman Frères in Boulogne-Billancourt. Sie stellten dort zunächst die für sie charakteristischen Doppeldecker mit Druckschraube her, welche hauptsächlich für militärische Zwecke und Ausbildungsflüge genutzt wurden. Im Verlauf des Krieges wurden von Farman auch Bomber entwickelt. Aus dem Prototyp FF.60 wurde die Passagiermaschine „Goliath“ abgeleitet, die zum Meilenstein in der damaligen französischen und europäischen Zivilluftfahrt wurde.
1934 schloss sich Farman mit Blériot Aéronautique und ANF Les Mureaux zu UCA zusammen, die jedoch bereits 1936 in der staatlichen Société Nationale de Constructions Aéronautiques du Centre (SNCAC) aufging.

## Flugzeugtypen

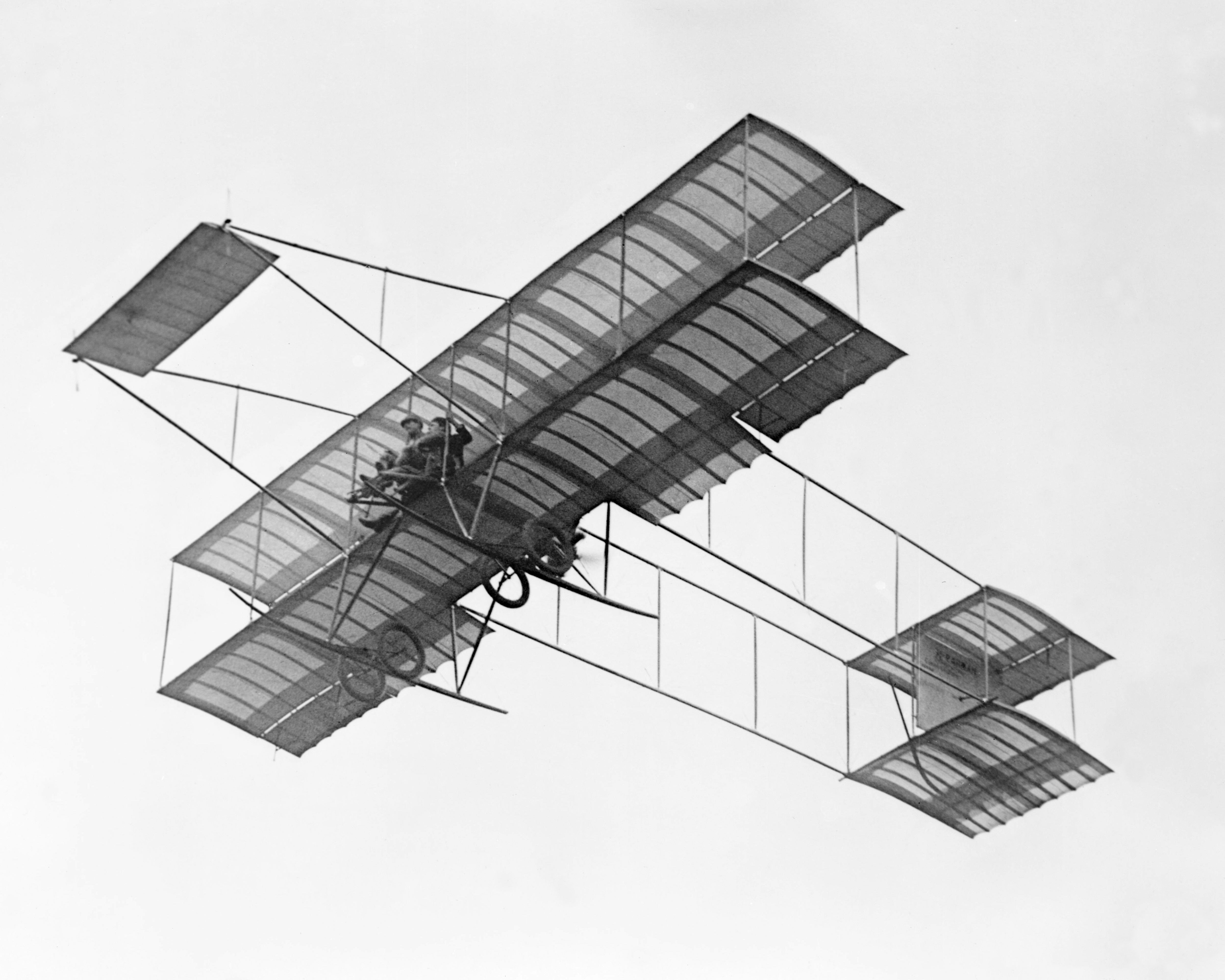
Eine Farman III, 1910 in Los Angeles beim Dominguez International Air Meet

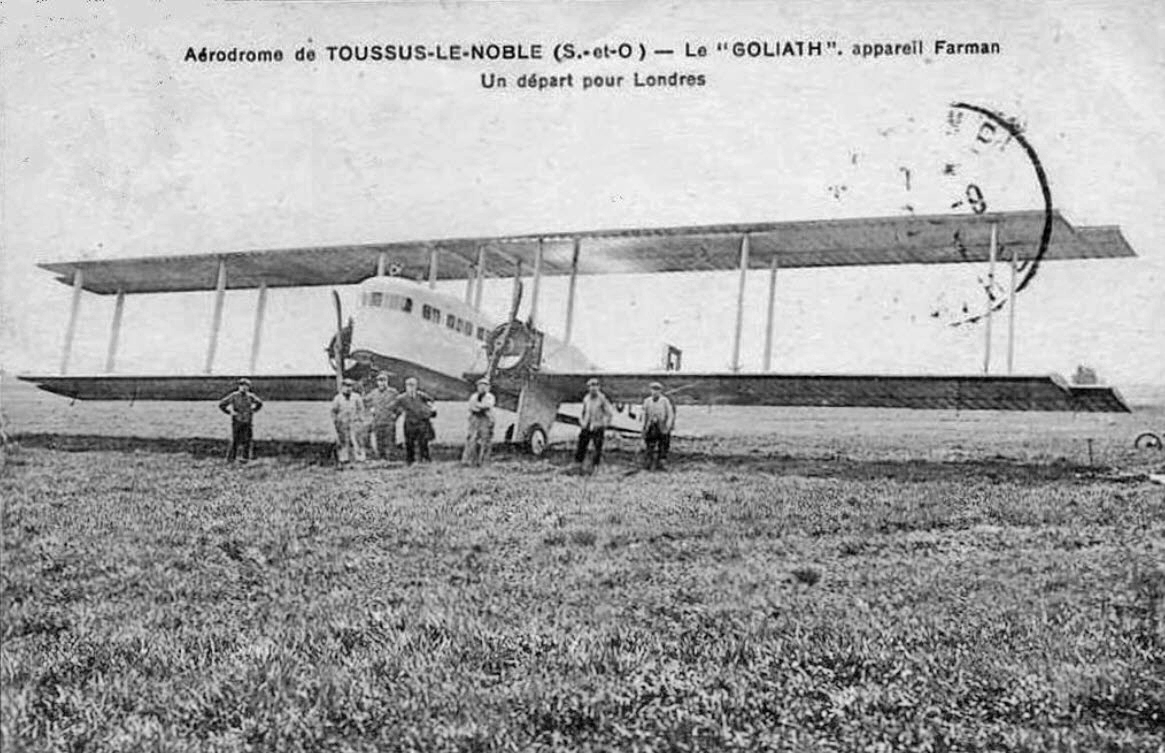
Die Farman F.60 „Goliath“, 1919 in Toussus-le-Noble

- Farman II
- Farman III
- Farman IV
- Farman XV
- Farman F.20
- Farman F.30
- Farman F.31
- Farman F.40 Horace Farman
- Farman F.41
- Farman F.46
- Farman F.50
- Farman F.51
- Farman F.56
- Farman F.60 Goliath
- Farman F.61
- Farman F.68
- Farman F.70
- Farman F.120 Jabiru
- Farman F.122
- Farman F.170 Jabiru
- Farman F.180 Oiseau bleu
- Farman F.190
- Farman F.211
- Farman F.222
- Farman F.230
- Farman F.402
- Farman F.430 Alize
- Farman F.1000
- Farman HF.20
- Farman HF.27
- Farman HF.30
- Farman M.F.7 Longhorn
- Farman M.F.11 Shorthorn
- SNCAC NC.223
- SNCAC NC.470
- SNCAC NC.2234

## Automobilproduktion
Das erste Modell 12 CV entstand nur im Jahre 1902. Erst nach dem Ersten Weltkrieg wurden erneut Autos hergestellt. Zwischen 1919 und 1931 wurden große Sechszylindermodelle in geringen Stückzahlen produziert. Zwei erhalten gebliebene Fahrzeuge sind im Automuseum Cité de l’Automobile – Musée National – Collection Schlumpf in Mülhausen zu besichtigen.

## Automodelle
- Farman 12 CV (1902)
- Farman A 6 (1919–1923)[2]
- Farman A 6 B (1923–1927)
- Farman NF (1927–1929)
- Farman NF 2 (1929–1931)

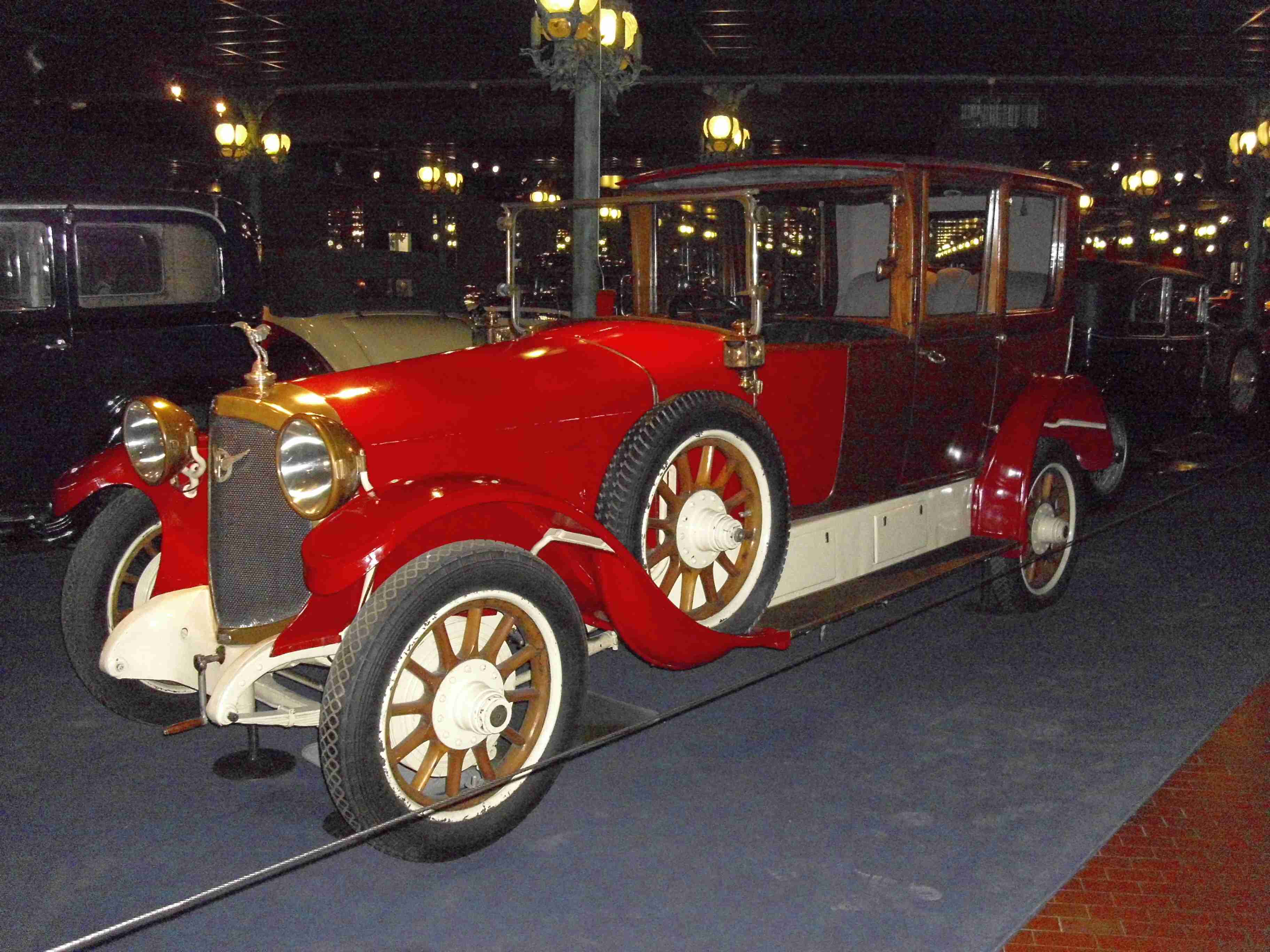
Farman A 6 von 1923
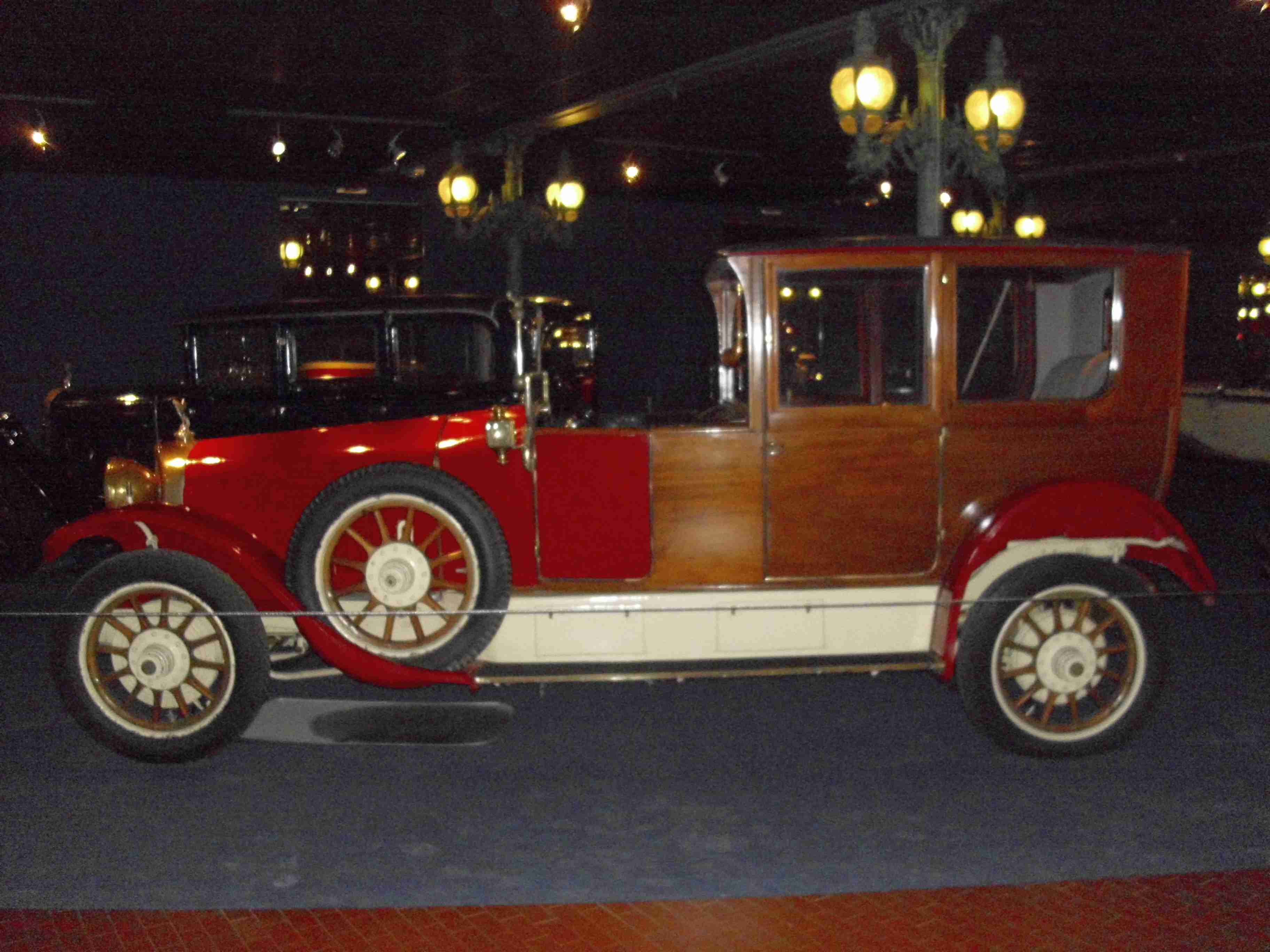
Farman A 6 von 1923
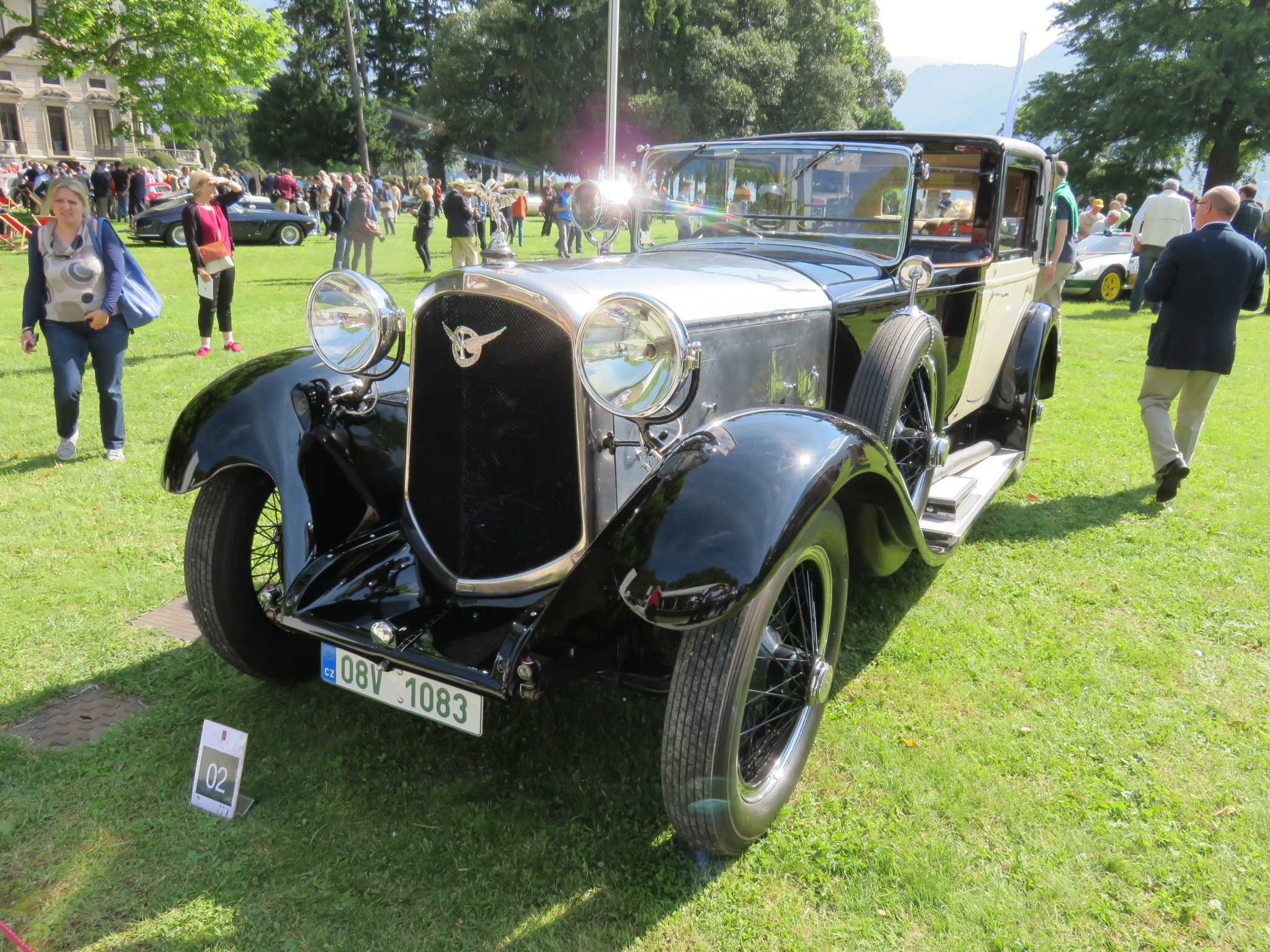
Farman A 6 B
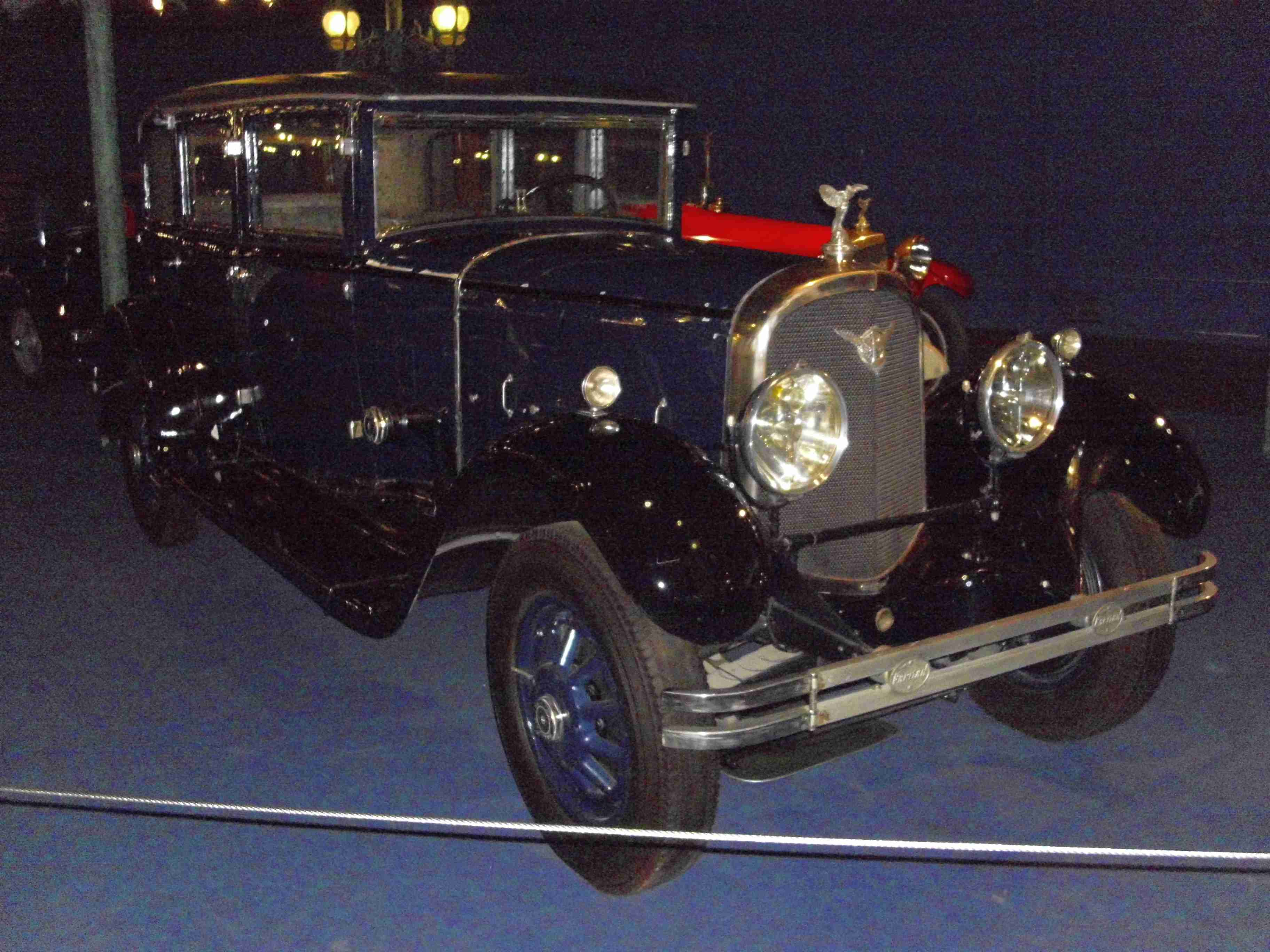
Farman NF von 1928
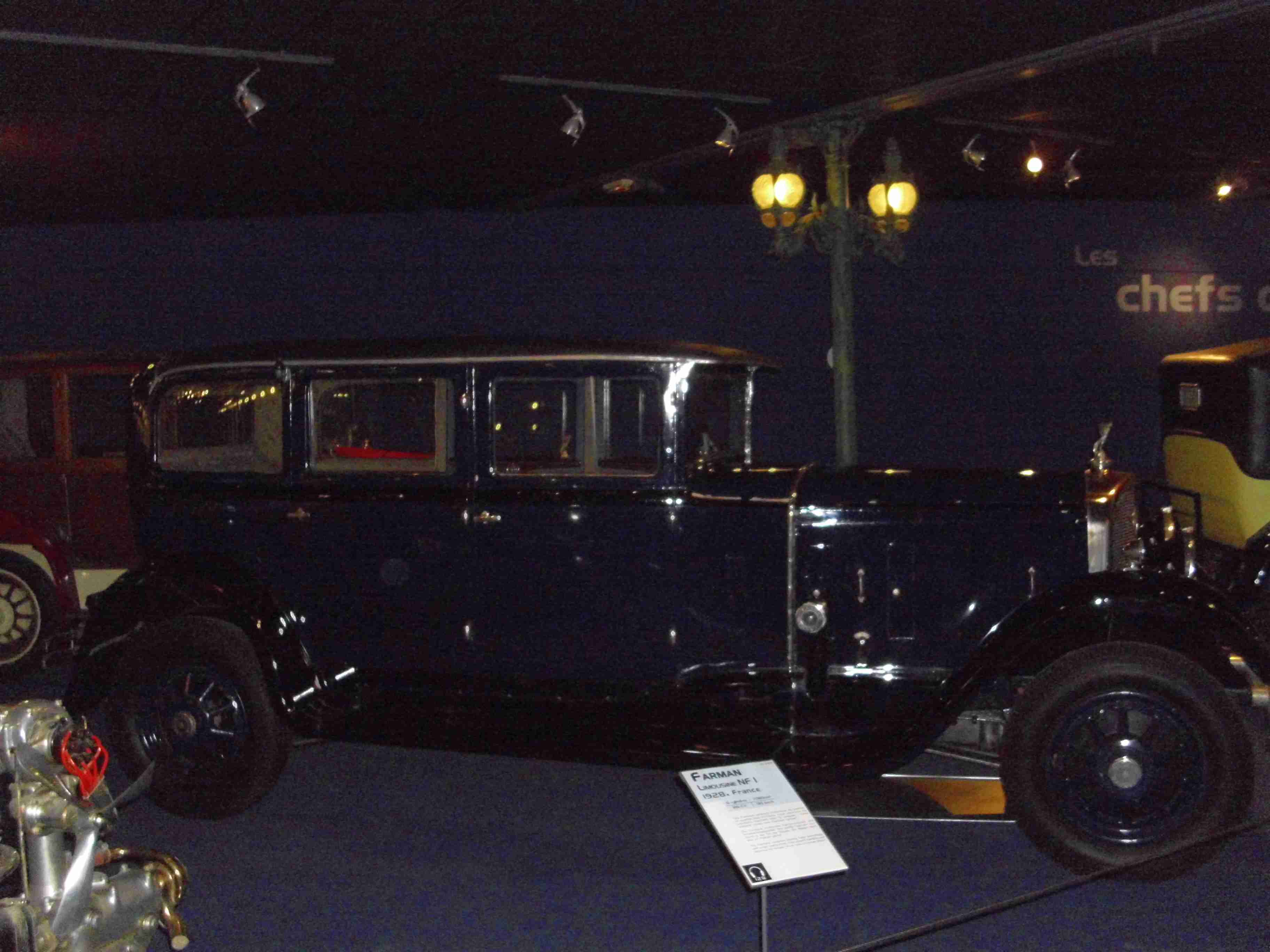
Farman NF von 1928